# Il medico di campagna (film 1927)
Il medico di campagna (The Country Doctor) è un film muto del 1927 diretto da Rupert Julian, sotto la supervisione di Bertram Millhauser. Prodotto dalla DeMille Pictures Corporation, aveva come interpreti Rudolph Schildkraut, Frank Coghlan Jr., Sam De Grasse, Virginia Bradford, Gladys Brockwell, Frank Marion.
Il film esiste in copie di 16 mm. e in 35 mm. Il film è stato riversato in DVD.

## Trama
Opal e Joe sono due giovani innamorati, ma il padre di lui, Ira Harding, non vede di buon occhio la loro relazione perché considera la madre di Opal come una donna di malaffare. Pensando di essere solo un ostacolo per la felicità della figlia, la donna si suicida. Rimasti orfani, Opal e suo fratello Sard sono minacciati da Harding che vuole vederli rinchiusi in un ospizio per poveri. Ma Amos Rinker, il medico della piccola comunità rurale, protegge i ragazzi, accogliendoli a casa sua. Ciò provoca l'irritazione di Harding che manovra per rovinare la carriera del dottore, impedendogli di trovare lavoro in un nuovo ospedale. Quando suo figlio Joe rimane ferito per la caduta di un albero, a Sard è affidato il compito di correre in suo aiuto affrontando, per raggiungerlo, la bufera. E dopo il rifiuto del medico di città di andare a curarlo, sarà Amos a salvare Joe che è rimasto intrappolato da un incendio in una baita in mezzo ai boschi. Il medico opererà il ragazzo con successo. Con l'arrivo della primavera, Amos si riprende dalla sua faticosa esperienza mentre la giovane coppia ritrova la felicità.

## Produzione
Il film fu prodotto dalla DeMille Pictures Corporation. Il soggetto porta la firma di Izola Forrester e di suo marito Mann Page; è possibile che le storie - su cui basa la sceneggiatura di Beulah Marie Dix - siano state scritte appositamente per il cinema.
Secondo alcune riviste dell'epoca, in origine il film doveva essere diretto da William K. Howard ma, prima che iniziassero le riprese, venne sostituito da Rupert Julian.

## Distribuzione
Il copyright del film, richiesto dalla Pathé Exchange, inc., fu registrato il 6 settembre 1927 con il numero LP24376. Distribuito dalla Pathé Exchange, il film uscì nelle sale cinematografiche statunitensi il 22 agosto 1927, dopo essere stato presentato in prima a Los Angeles nella settimana del 10 luglio 1927. In Portogallo fu distribuito come O Médico da Aldeia il 25 marzo 1929. In Spagna, diventò El médico rural e in Francia, Le Médecin de campagne. In Italia, la P.D.C. lo distribuì con il visto di censura numero 25490 nel 1930.
Copia completa della pellicola si trova conservata negli archivi della Library of Congress di Washington, in quelli degli Archives Du Film Du CNC di Bois d'Arcy, del Museum of Modern Art di New York, dell'UCLA Film And Television Archive di Los Angeles, della Cinémathèque Française di Parigi.